# Wall Street (film)
Wall Street er en amerikansk dramafilm fra 1987 instrueret og skrevet af Oliver Stone og med Charlie Sheen, Michael Douglas og Daryl Hannah i hovedrollerne. Michael Douglas vandt en Oscar for bedste mandlige hovedrolle for at spille den grådige forretningsmand Gordon Gekko, en rolle han igen spillede i fortsættelsen Wall Street: Money Never Sleeps.

## Modtagelse
Wall Street blev forholdsvis godt modtaget af filmkritikerne og har fået 78 % på Rotten Tomatoes og 56 % på Metacritic (juli 2009) Filmen fik meget gode anmeldelser fra den kendte filmanmelder Roger Ebert (som næsten gav den top-score). Publikationer som USA Today, TV Guide og Chicago Tribune udtrykte også stor begejstring, mens The New York Times og Boston Globe var mere blandet i sin modtagelse. Anmelderne i publikationer som Wall Street Journal, Time Magazine og Los Angeles Times gav den en forholdsvis lunken modtagelse, mens Variety og San Francisco Chronicle var mest negativ.
Filmen blev en moderat publikumssucces i USA og indbragte næsten $44 millioner i landets biografer. Den havnede dermed på en 26.-plads over de mest indbringende filmer i USA for året 1987. Det kan også nævnes at den indbragte over £2,8 millioner i britiske og 7,5 millioner kroner (SKR) i svenske biografer.
Den "finansielle high-roller påklædning" til Michael Douglas blev designet af Alan Flusser og var baseret på 1980'erne yuppier.

## Medvirkende
| - Charlie Sheen .... Bud Fox - Michael Douglas .... Gordon Gekko - Daryl Hannah .... Darien Taylor - Martin Sheen .... Carl Fox - Terence Stamp .... Larry Wildman - John C. McGinley .... Marvin - Hal Holbrook .... Lou Mannheim - Sean Young .... Kate Gekko - James Spader .... Roger Barnes | - Saul Rubinek .... Harold Salt - Franklin Cover .... Dan - Sylvia Miles .... Realtor - Tamara Tunie .... Carolyn - James Karen .... Lynch - Richard Dysart .... Cromwell - Josh Mostel .... Ollie - Millie Perkins .... Mrs. Fox - Annie McEnroe .... Muffie Livingston |

## Ekstern henvisning
- Wall Street på Internet Movie Database (engelsk)
- Wall Street på Filmdatabasen
- Wall Street på Scope
- Wall Street i Svensk Filmdatabas (svensk)
- Wall Street på AlloCiné (fransk)
- Wall Street på MovieMeter (nederlandsk)
- Wall Street på AllMovie (engelsk)
- Wall Street hos American Film Institute (engelsk)
- Wall Streets profil hos Encyclopædia Britannica Online (engelsk)
- Wall Street på Turner Classic Movies (engelsk)